# Johann Noll
Johann Adam Noll (* 18. Oktober 1906 in Wattenscheid; † 28. Juli 1993 in Bochum) war ein deutscher Politiker der Kommunistischen Partei Deutschlands (KPD).
Johann Noll (auch Johannes oder Hans) wurde in einer katholischen Bergarbeiterfamilie in Wattenscheid geboren. Er war verheiratet.
Nachdem er eine Verwaltungslaufbahn in der Stadtverwaltung Wattenscheid eingeschlagen hatte, war er zuerst Mitglied der SPD, ab 1931 dann der KPD. Während der NS-Zeit war er als Stadtobersekretär angestellt. Nachdem die US-amerikanischen Truppen am Ende des Zweiten Weltkriegs Wattenscheid erobert hatten, wurde er am 10. April 1945 als Bürgermeister eingesetzt. Von der folgenden britischen Besatzungsmacht wurde er am 11. oder 12. Juli 1945 zum Oberbürgermeister ernannt. Einige Monate später wurde er am 6. März 1946 mit 14 Stimmen bei 8 Enthaltungen zum Oberstadtdirektor gewählt, wonach er sein vorheriges Amt an Gustav Hermann übergab. Seinen Posten und alle politischen Ämter gab er aber schon am 21. November 1946 aus gesundheitlichen Gründen auf.
Er engagierte sich in der Arbeitersportbewegung, gehörte verschiedenen Vereinen an und war langjähriger Vorsitzender des Vereins Union Günnigfeld und später Ehrenmitglied.